# Björkö-Arholma kyrka
Björkö-Arholma kyrka är en kyrkobyggnad på Björkön. Den är församlingskyrka i Väddö församling i Uppsala stift och står på en bergknalle på Björkön vid vägen mot Simpnäs.

## Kyrkobyggnaden
Träkyrkan består av ett rektangulärt långhus med ett smalare rakt avslutat kor i öster. Vid långhusets västra kortsida finns ett smalare vapenhus med huvudingång i västra sidan. Norr om koret finns en vidbyggd sakristia. Långhuset har tre fönster åt norr och tre fönster åt söder. Byggnaden har vitmålade väggar och täcks av ett svart plåttak.

### Tillkomst
Förr i tiden hade öborna på Björkö och Arholma en besvärlig väg till sin församlingskyrka på Vätö. En del av färdsträckan fick avverkas med båt eller på vintern med släde. År 1890 uppfördes med frivilliga krafter ett missionskapell i trä. Björkö evangelisk-lutherska missionsförening brukade upplåta kapellet för tillfälliga gudstjänster. År 1900 framfördes önskemål till Kunglig Majestät om att missionskapellet skulle få användas som kyrka, att en komminister skulle bosätta sig på Björkö och att en begravningsplats skulle inrättas där. Enligt ett brev från den 17 mars samma år ställde lutherska missionsföreningen sitt kapell till samhällets förfogande. Missionskapellet byggdes om och förbättrades. Ett nytt yttertak av plåt tillkom. Hela byggnaden brädfodrades utvändigt och målades invändigt och utvändigt. En sakristia (som är nuvarande kor) byggdes till vid östra gaveln och åt väster förlängdes byggnaden med ett vapenhus. 1905 invigdes kyrkan av ärkebiskop Johan August Ekman.

### Ombyggnader och restaureringar
Sedan 1910 hör kapellet till Svenska kyrkan. En inre och yttre renovering genomfördes 1928. Efter renoveringen invigdes kyrkan den sista september 1928 av ärkebiskop Nathan Söderblom, som samma dag även lät inviga Arholma kyrka. En grundlig restaurering genomfördes 1954-1955 under ledning av arkitekt Jörgen Fåk. Väggen mellan kyrkorum och sakristia avlägsnades och sakristian omvandlades till kor. En ny sakristia uppfördes norr om det nya koret. Samtidigt fick taket sin nuvarande branta resning. Norra och södra långväggen förstärktes med snedsträvor. Åren 1956-1957 försågs korväggen med målningar av Björkökonstnären Harald Lindberg. Målningarna, som tog nio månader att utföra, är signerade 26 januari 1957. 14 april samma år på Palmsöndagen invigdes koret med målningar. Tak och väggar är en "himmelskajuta" med ett livets hav. Ett av motiven är Jesus som visar sig för en rorsman på ett sjunkande skepp och för honom till den himmelska hamnen.
1910 uppfördes en klockstapel i trä av klockbocktyp i samband med att en begravningsplats invigdes för invånarna på Björkö och Arholma. Kyrkklockan göts 1910 hos Beckmans klockgjuteri i Stockholm.
Invid kyrkan uppfördes åren 1954-1955 ett bårhus av röd Vätögranit med torvtak.

## Inventarier
- Dopfunten av trä är tillverkad av snickaren Johan Gustafsson, Simpnäs och skänkt till kyrkan 1917 av syföreningen. Vid restaureringen 1954-1955 byggdes funten om till sitt nuvarande utseende.
- I koret hänger en sexarmad ljuskrona av mässing som tillkom 1958.
- I långhusets främre del, snett över dopfunten, hänger ett votivskepp som är skänkt till kyrkan 1923.
- Ett krucifix är tillverkat av konstnär Bo Meurling på Väddö och skänkt till kyrkan 1928.
- En oljemålning signerad av Harald Lindberg 1949 hänger i sakristian och har motivet Jesus stillar stormen. På kyrkans västra vägg hänger två oljemålningar av samme konstnär.

### Orgel
Den nuvarande orgeln byggdes 1954 av Grönlunds Orgelbyggeri AB, Gammelstad. Orgeln är mekanisk med slejflåda. För orgeln användes ett harmonium i kyrkan.
| Manual        | Pedal   |
| Gedackt 8'    | Bihängd |
| Principal 4'  |         |
| Rörflöjt 4'   |         |
| Spetsflöjt 2' |         |
| Kvinta 1 1⁄3' |         |

## Bilder

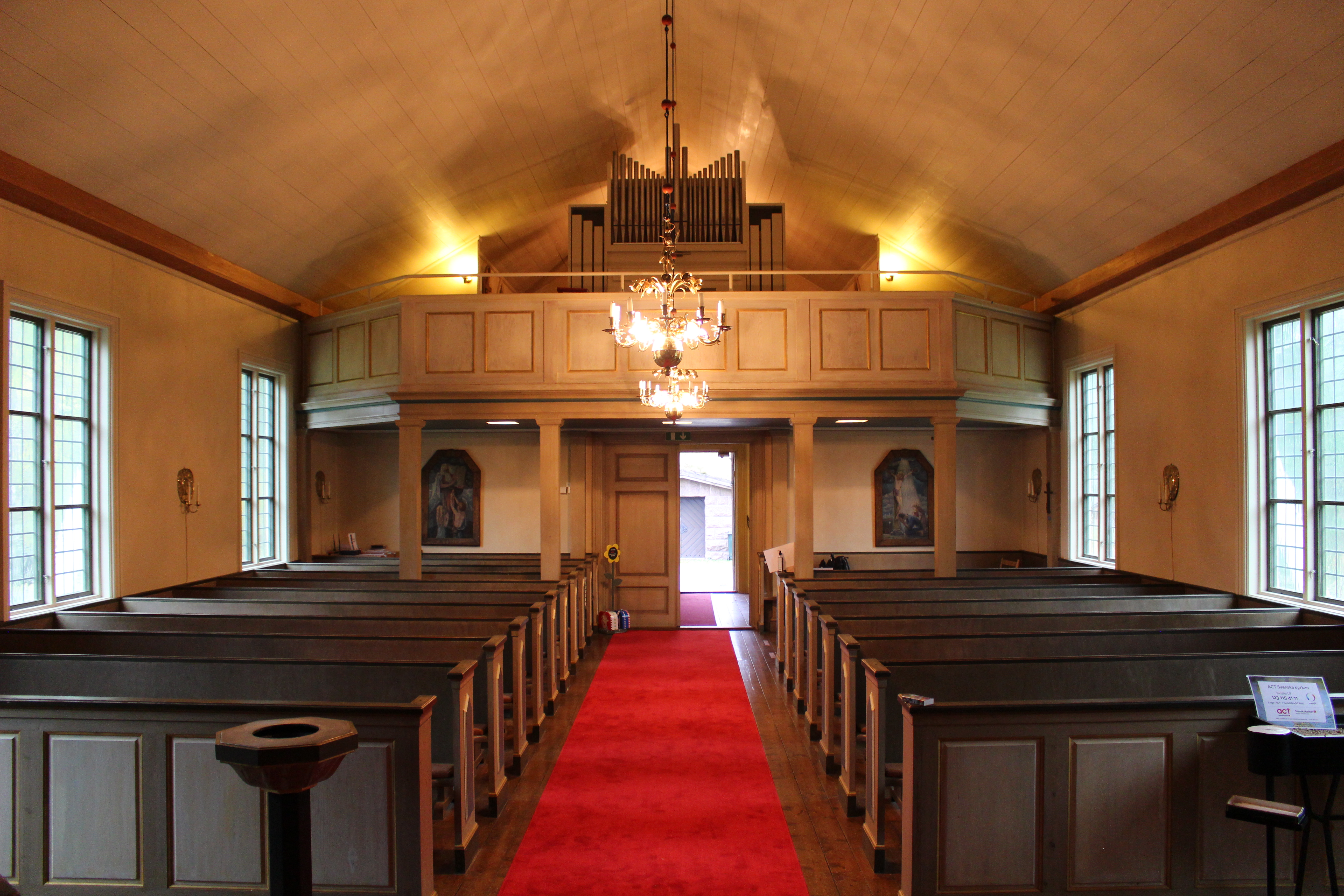
Kyrkorum mot ingång
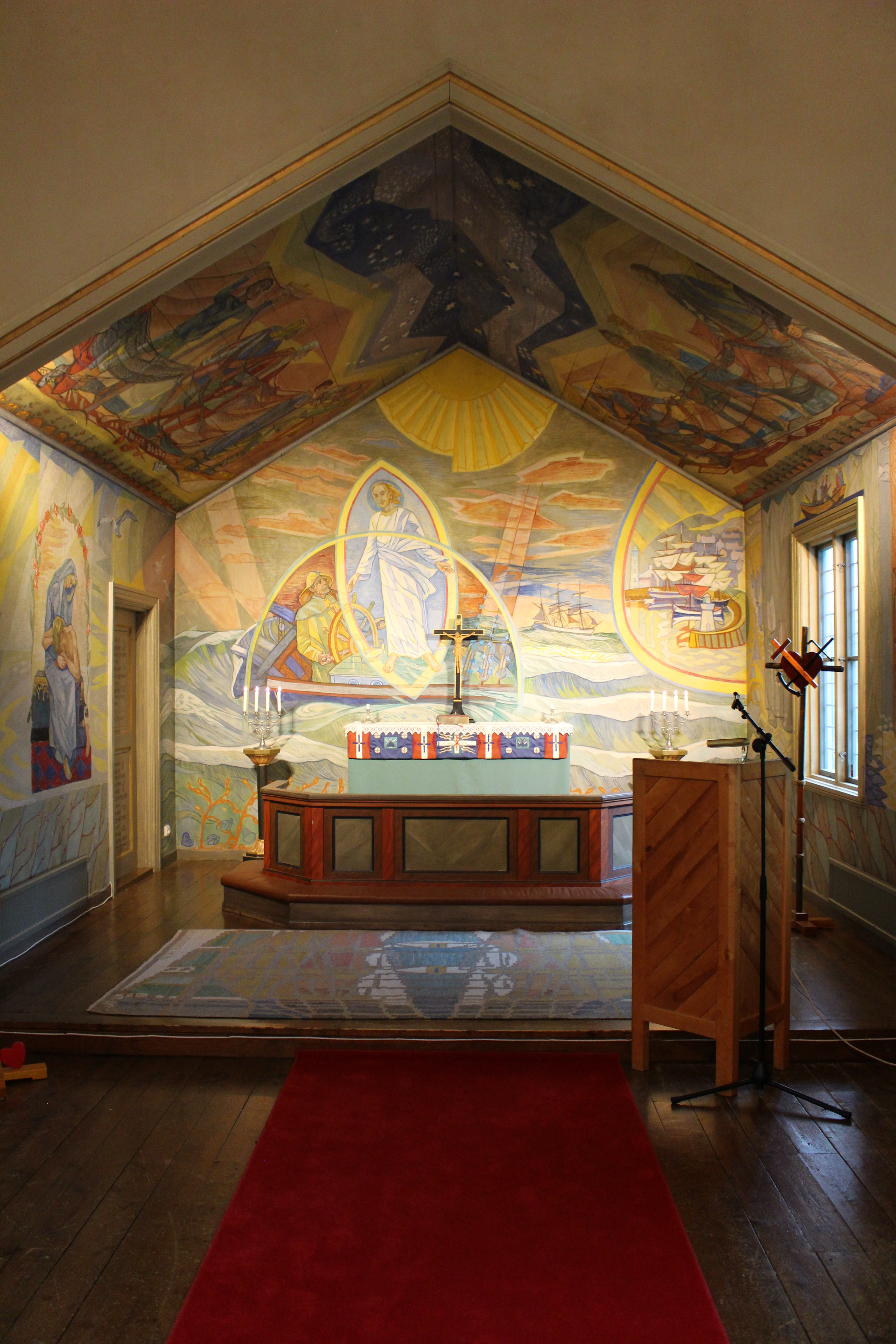
Koret med altare
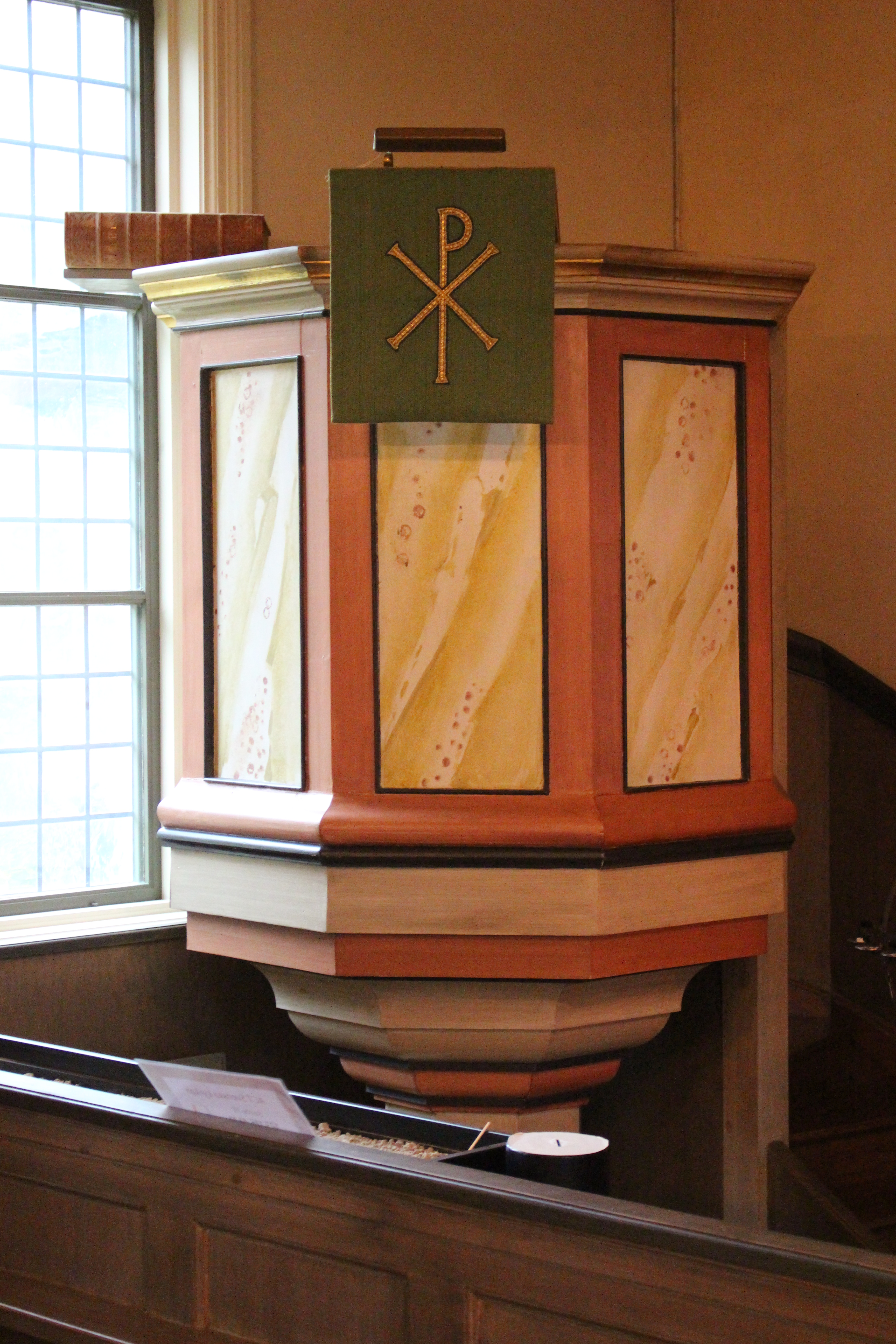
Predikstolen
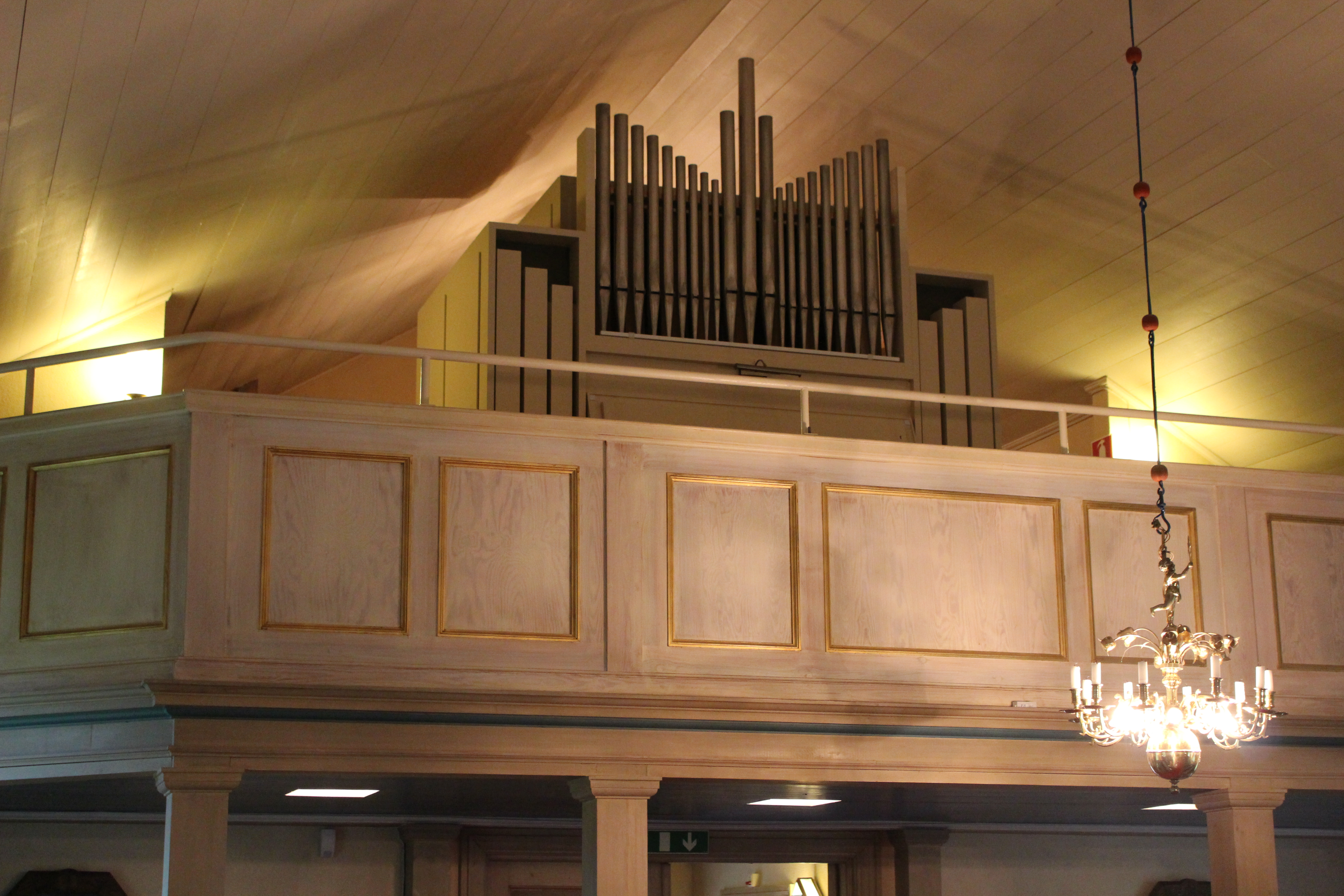
Orgeln
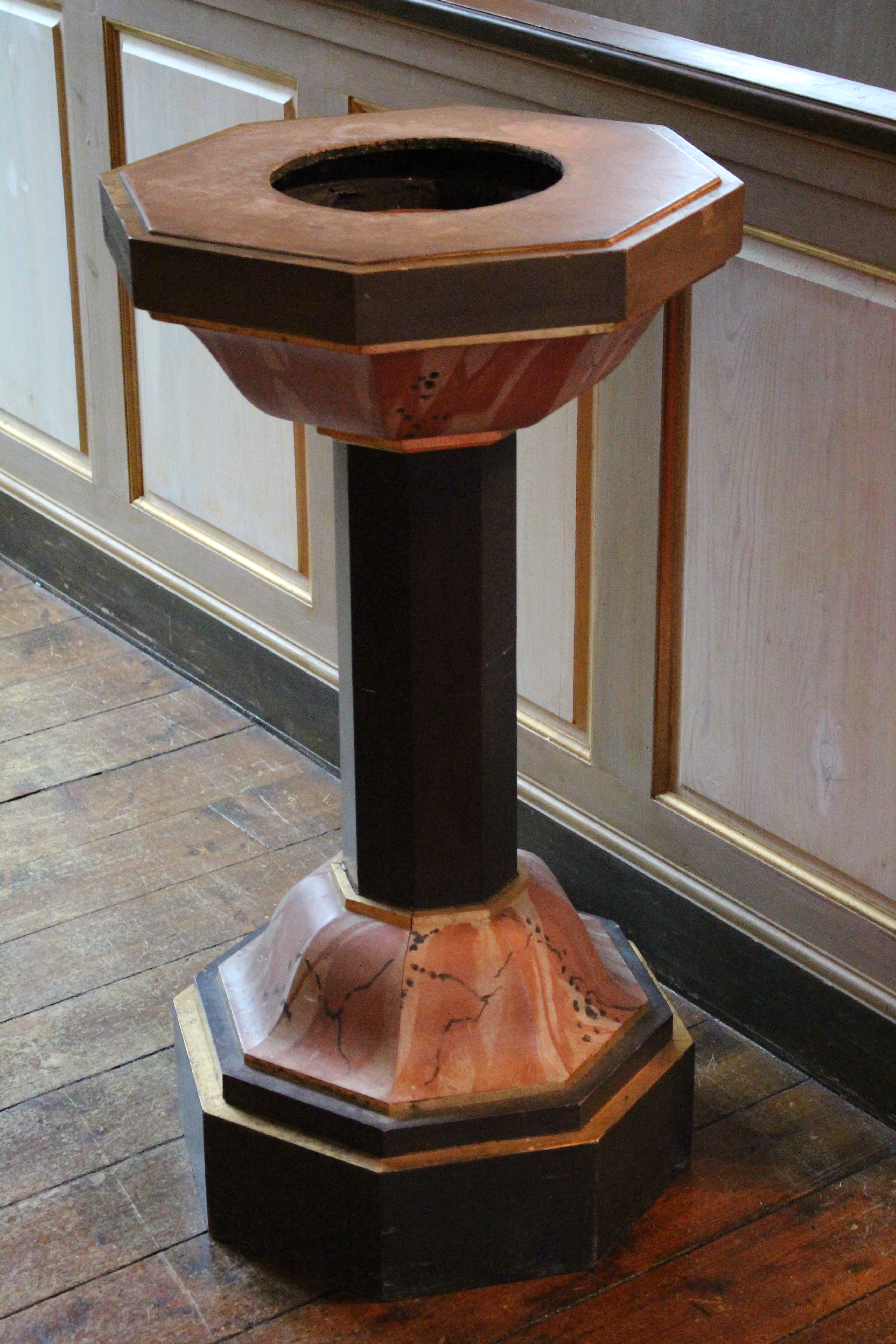
Dopfunten
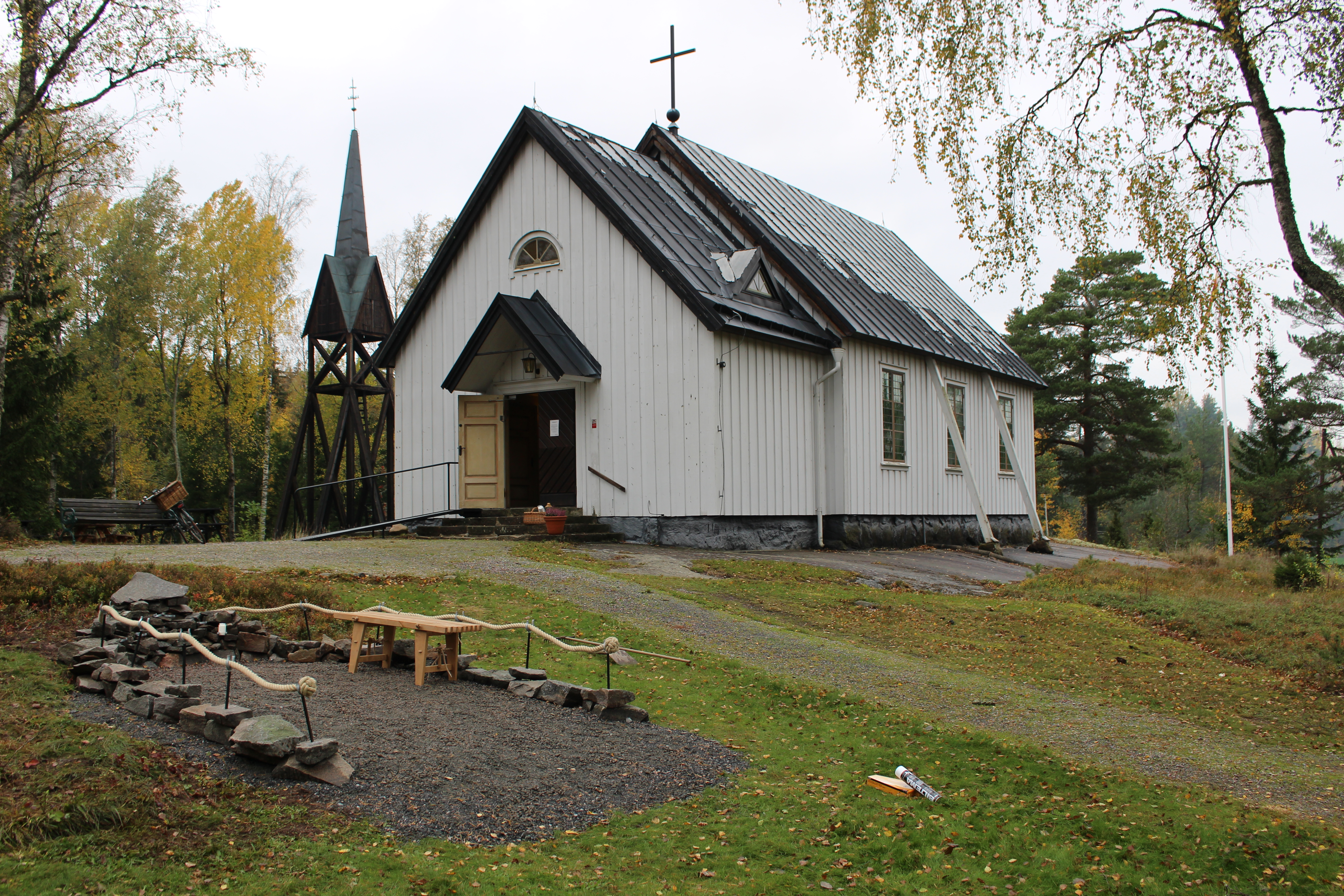
Kyrkan med klockstapel
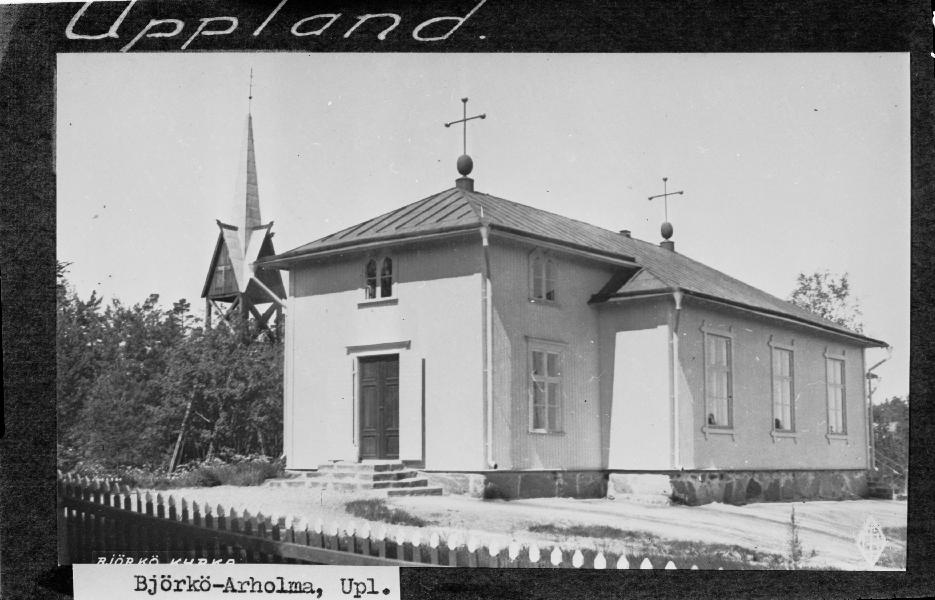
Äldre bild
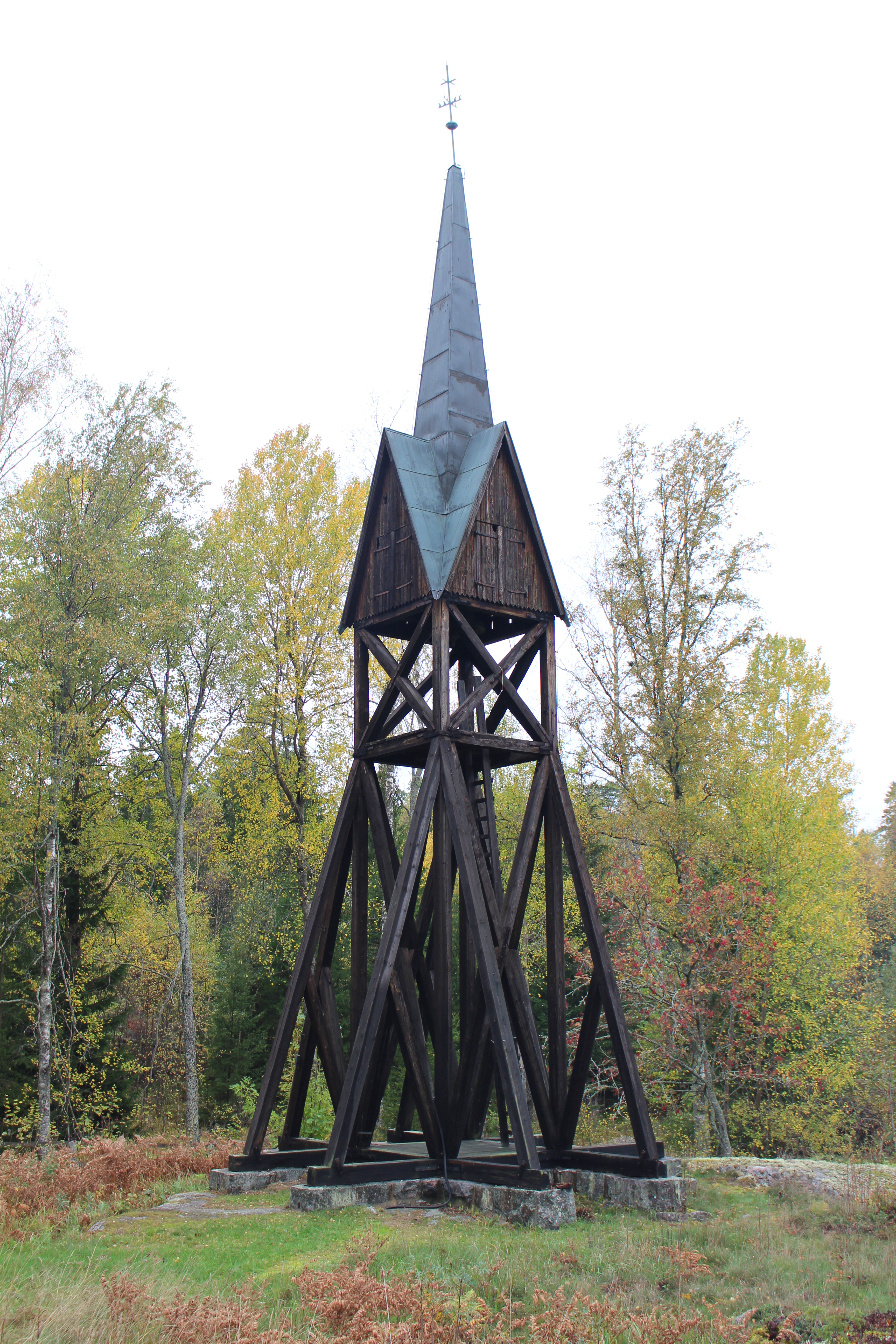
Klockstapeln

### Webbkällor
- anläggningspresentation
- Restaurering av Klockstapel, Björkö-Arholma kyrka, Kersti Lilja, Rapport 2003:32, Stockholms läns museum
- Faktabas för Stockholms läns museum
- Norrtälje kommun